# ブライト・モーメンツ
『ブライト・モーメンツ』（Bright Moments）は、アメリカ合衆国のジャズ・ミュージシャン、ローランド・カークが1973年に録音、1974年にアトランティック・レコードから発表したライブ・アルバム。LP、CDともに2枚組となった。

## 背景
サンフランシスコのジャズ・クラブ、キーストン・コーナーにおけるライブ録音が収録された。プロデューサーのジョエル・ドーンはキーストン・コーナーのことを知らなかったが、カークから「そこで演奏するといつも『何か特別なことが起こる』」と説明されたという。なお、本作のレコーディングに参加したトッド・バルカン（キーストン・コーナーのオーナー）は、1954年にバスの中でサクソフォーンを演奏していたカークに話しかけたのをきっかけに、カークの友人となった。
「ペダル・アップ」のサクソフォーン・ソロでは、2本の楽器で違うメロディを同時に演奏する特殊奏法がフィーチャーされており、「サテン・ドール」や「エリーゼのために」のフレーズも挿入されている。

## 反響・評価
『ビルボード』のジャズ・アルバム・チャートでは19位に達した。スティーヴ・ヒューイはオールミュージックにおいて満点の5点を付け「カークのライブの体験をほぼ完璧に捉えたドキュメントで、彼が1970年代に発表したアルバムでは最も偉大」「大半の曲は長く（7分かそれ以上）、カークの多彩なスタイル（そして当然のことながら多彩な楽器）による豊富なアイディアのソロを明示している」と評している。

## 収録曲
特記なき楽曲はローランド・カーク作。ディスク1の6.、ディスク2の1.及び5.は楽曲でなくMCである。

### ディスク1
1. イントロダクション - "Introduction" - 2:07
2. ペダル・アップ - "Pedal Up" - 11:51
3. ユール・ネヴァー・ゲット・トゥ・ヘヴン - "You'll Never Get to Heaven" (Burt Bacharach, Hal David) - 9:41
4. クリケッティ・クラック - "Clickety Clack" - 2:33
5. プレリュード・トゥ・ア・キス - "Prelude to a Kiss" (Duke Ellington, Irving Gordon, Irving Mills) - 5:03
6. トーク（エレクトリック・ノーズ） - "Talk (Electric Nose)" - 2:35
7. フライ・タウン・ノウズ・ブルース - "Fly Town Nose Blues" - 8:51

### ディスク2
1. トーク（ブライト・モーメンツ） - "Talk (Bright Moments)" - 3:31
2. ブライト・モーメンツ・ソング - "Bright Moments Song" - 10:06
3. デム・レッド・ビーンズ・アンド・ライス - "Dem Red Beans and Rice" - 7:06
4. イフ・アイ・ラヴド・ユー - "If I Loved You" (Oscar Hammerstein II, Richard Rodgers) - 8:43
5. トーク（ファッツ・ウォーラー） - "Talk (Fats Waller)" - 1:29
6. ジターバグ・ワルツ - "Jitterbug Waltz" (Richard Maltby Jr., Fats Waller) - 7:02
7. セカンド・ライン・ジャンプ - "Second Line Jump" - 1:30

## 参加ミュージシャン
- ローランド・カーク - テナー・サクソフォーン、フルート、マンツェロ、ストリッチ、ノーズ・フルート他
- ロン・バートン - ピアノ
- ヘンリー・ピアソン - ベース
- ロバート・シャイ - ドラムス
- ジョー・テキシドール - パーカッション
- トッド・バルカン - シンセサイザー、タンブリン